# The Poisoned Flume
Pour plus de détails, voir Fiche technique et Distribution.
The Poisoned Flume est un film muet américain réalisé par Allan Dwan et sorti en 1911.

## Synopsis
Mrs Kendall doit assurer la direction du ranch après la disparition de son mari. Sa fille Hazel a été récemment renvoyée de son pensionnat et, malgré leur bonne volonté, les cowboys doivent obéir à un contremaître. Le propriétaire voisin, John Morgan, est décidé à agrandir ses domaines en épousant Hazel Kendall...

## Fiche technique
- Réalisation : Allan Dwan
- Scénario : Allan Dwan
- Genre : Western
- Durée : 10 minutes
- Production : American Film Company
- Date de sortie : États-Unis : 14 août 1911

## Distribution
- J. Warren Kerrigan : Jim Stevenson
- Pauline Bush : Hazel Kendall
- Jack Richardson : John Morgan
- Louise Lester : Mrs Kendall
- Chick Morrison
- George Periolat